# Кенжегулов, Алишер Кадырович
Алишер Кадырович Кенжегулов (каз. Әлішер Қадірұлы Кенжеғұлов; род. 28 октября 2005, Актобе) — казахстанский футболист, полузащитник клуба «Актобе».

## Клубная карьера
Воспитанник актюбинского футбола. Футбольную карьеру начал в 2021 году в составе клуба «Актобе М». 3 ноября 2024 года в матче против клуба «Шахтёр» Караганда дебютировал в чемпионате Казахстана, выйдя на замену на 90-й минуте вместо Жайро Жана.

## Достижения
«Актобе»
- Бронзовый призёр Чемпионата Казахстана: 2024
- Обладатель кубка Казахстана: 2024

## Клубная статистика
| Клуб             | Сезон            | Лига | Лига | Кубки | Кубки | Еврокубки | Еврокубки | Итого | Итого |
| Клуб             | Сезон            | Игры | Голы | Игры  | Голы  | Игры      | Голы      | Игры  | Голы  |
| ---------------- | ---------------- | ---- | ---- | ----- | ----- | --------- | --------- | ----- | ----- |
| Актобе           | 2024             | 2    | 0    | 1     | 0     | 0         | 0         | 3     | 0     |
| Актобе           | Итого            | 2    | 0    | 1     | 0     | 0         | 0         | 3     | 0     |
| → Актобе М       | 2021             | 3    | 0    | —     | —     | —         | —         | 3     | 0     |
| → Актобе М       | 2022             | 22   | 7    | —     | —     | —         | —         | 22    | 7     |
| → Актобе М       | 2023             | 25   | 3    | —     | —     | —         | —         | 25    | 3     |
| → Актобе М       | 2024             | 15   | 2    | —     | —     | —         | —         | 15    | 2     |
| → Актобе М       | Итого            | 65   | 12   | —     | —     | —         | —         | 65    | 12    |
| Всего за карьеру | Всего за карьеру | 67   | 12   | 1     | 0     | 0         | 0         | 68    | 12    |